# Innerstaden (Malmö)
Innerstaden is een stadsdeel van de Zweedse gemeente Malmö. Het is op 1 juli 2013 ontstaan uit de samenvoeging van de stadsdelen Södra Innerstaden en Västra Innerstaden. Innerstaden telt 67.900 inwoners.